# العلاقات البرازيلية الغينية
العلاقات البرازيلية الغينية هي العلاقات الثنائية التي تجمع بين البرازيل وغينيا.

## مقارنة بين البلدين
هذه مقارنة عامة ومرجعية للدولتين:
| وجه المقارنة                                              | البرازيل | غينيا       |
| --------------------------------------------------------- | --- | ----------- |
| المساحة (كم2)                                             | 8.52 مليون | 245.86 ألف  |
| عدد السكان (نسمة)                                         | 202.66 مليون | 12.72 مليون |
| الكثافة السكانية (ن./كم²)                                 | 23.79 | 51.74       |
| العاصمة                                                   | برازيليا، ريو دي جانيرو | كوناكري     |
| اللغة الرسمية                                             | برتغالية برازيلية، Brazilian Sign Language ‏ | لغة فرنسية  |
| العملة                                                    | ريال برازيلي، كروزيرو ريال برازيلي ‏، كروزيرو البرازيلية (1990–1993)، البرازيلي كروزادو نوفو، كروزادو برازيلي، cruzeiro ‏، كروزيرو البرازيلية (1942–1967)، الريال البرازيلي (قديم) | فرنك غيني   |
| الناتج المحلي الإجمالي (بليون دولار)                      | 2.06 تريليون | 10.50 مليار |
| الناتج المحلي الإجمالي (تعادل القوة الشرائية) بليون دولار | 3.22 تريليون | 15.24 مليار |
| الناتج المحلي الإجمالي الاسمي للفرد دولار أمريكي          | 8.54 ألف | 531         |
| الناتج المحلي الإجمالي للفرد دولار أمريكي                 | 15.89 ألف | 1.22 ألف    |
| مؤشر التنمية البشرية                                      | 0.754 | 0.411       |
| رمز المكالمات الدولي                                      | +55 | +224        |
| رمز الإنترنت                                              | .br | .gn         |
| المنطقة الزمنية                                           | | 00          |

## منظمات دولية مشتركة
يشترك البلدان في عضوية مجموعة من المنظمات الدولية، منها:
| علم المنظمة | اسم المنظمة                        | تاريخ انضمام البرازيل | تاريخ انضمام غينيا |
| ----------- | ---------------------------------- | --------------------- | ------------------ |
|             | الاتحاد البريدي العالمي            | ?                     | ?                  |
|             | يونسكو                             | 4 نوفمبر 1946         | 2 فبراير 1960      |
|             | البنك الدولي للإنشاء والتعمير      | 14 يناير 1946         | 28 سبتمبر 1963     |
|             | منظمة التجارة العالمية             | ?                     | 25 أكتوبر 1995     |
|             | وكالة ضمان الاستثمار متعدد الأطراف | 7 يناير 1993          | 5 أكتوبر 1995      |
|             | البنك الإفريقي للتنمية             | ?                     | ?                  |
|             | منظمة الشرطة الجنائية الدولية      | ?                     | ?                  |
|             | مؤسسة التمويل الدولية              | 31 ديسمبر 1956        | 22 أكتوبر 1982     |
|             | الأمم المتحدة                      | 24 أكتوبر 1945        | 12 ديسمبر 1958     |
|             | مؤسسة التنمية الدولية              | 15 مارس 1963          | 26 سبتمبر 1969     |
|             | الفريق المعني برصد الأرض           | ?                     | ?                  |
|             | منظمة حظر الأسلحة الكيميائية       | ?                     | ?                  |

## وصلات خارجية
- موقع وزارة الخارجية البرازيلية